# Genetická bradavčitá uzlovitost jabloně

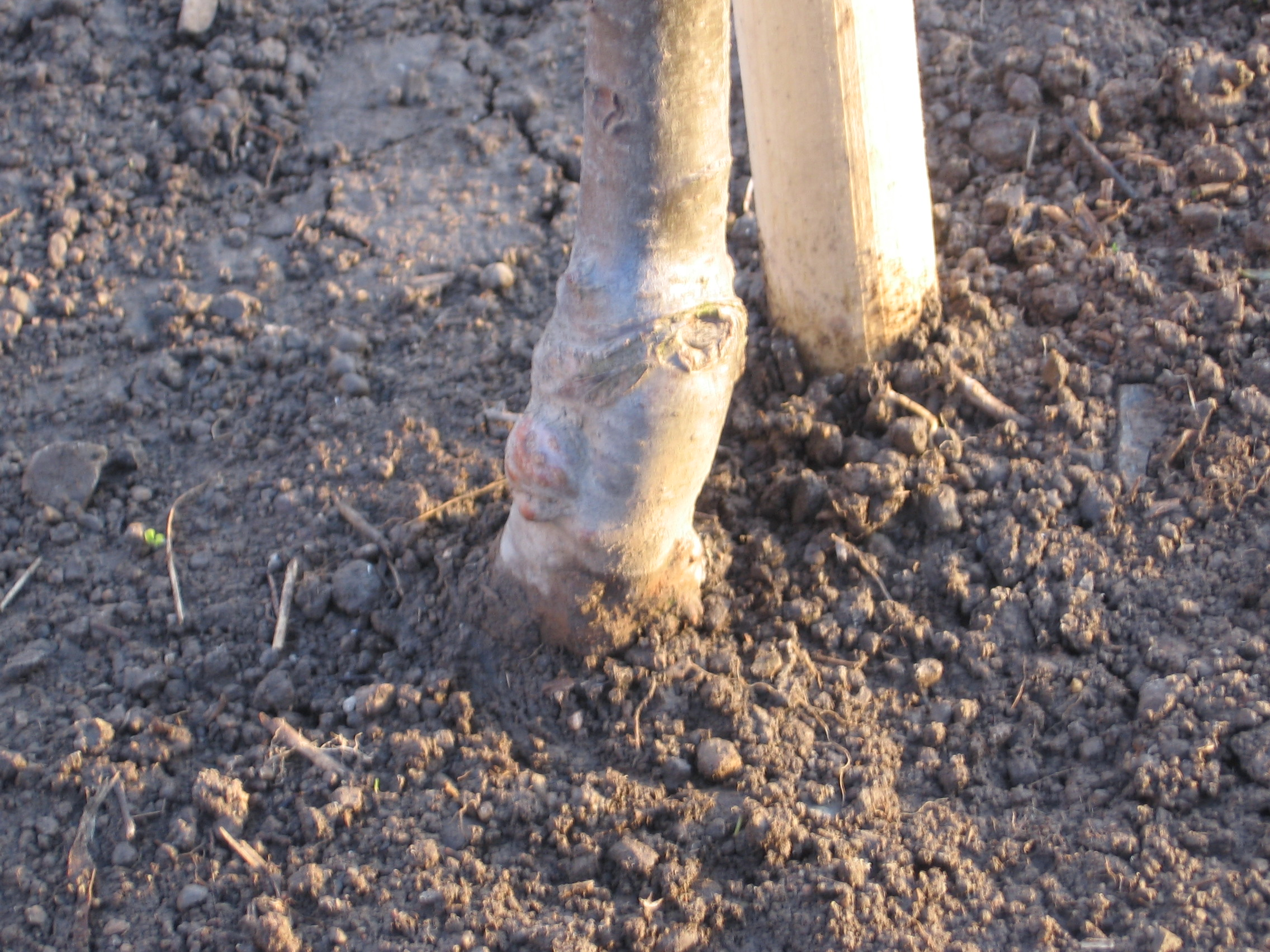
Deformace na úrovni kořenového krčku, počáteční stádium projevu příznaků.

Genetická bradavčitá uzlovitost jabloně (anglicky burrknot of apple) je genetická porucha dřevin, která způsobuje tvorbu bradavčitých kořenových výrůstků, zduřenin na kořenovém krčku. Dříve byla porucha fytopatology klasifikována jako nemoc, ve 21. století je zařazována jako porucha. Již není považována za patogenní.

## Historie
Výskyt poruchy byl popisován dříve u některých vegetativně množených podnoží. Zduřeniny a boule na kmenech jabloní byly studovány ovocnáři a fytopatology přibližně od 20. let 20. století, kdy byly v prodeji podnože typové řady M, na nichž se zduřeniny vyskytovaly častěji. V té době bylo spolehlivě vyvráceno, že by projevy poruchy způsoboval původce bakteriální nádorovitosti (Agrobacterium tumefaciens), která vyvolává nadměrnou tvorbu kořenů.
Do 21. století byl praktikován negativní výběr, poškození bylo považováno za infekční chorobu způsobovanou houbovými nebo bakteriálními patogeny.
Při výzkumu na počátku 21. století byla vyloučena spoluúčast bakterií Erwinia amylovora a nebyl potvrzen ani původ poškození vlivem napadení oomycetami rodu Phytophthora nebo houbami rodu Diaphorte a Pezicula. Pracovní hypotéza, s níž přišel výzkumný tým, že má výskyt bradavčitých zduřenin spojitost s tvorbou většího počtu výmladků se také nepotvrdila.

## Symptomy
První příznaky jsou nepravidelnosti, obvykle v oblasti kořenového krčku, které vypadají jako hladké oranžové boule. Později v místě vyrůstají zkrácené adventivní kořeny. Zduřeniny mají velikost 5- 30 mm, ale někdy i více než 10 cm. V okolí bradavčitých zduřenin se objevují nekrózy korových pletiv v podobě skořicově hnědých ploch, vystouplých nebo vkleslých. Některé nekrózy mají terčovitý vzhled.
Méně často se symptom vyskytuje na roubové části kmene a na kosterních i vedlejších větvích.
Pokud se k adventivním kořenům přihrne půda, vytváří se ze zduřenin běžné kořeny.

## Výskyt
Výskyt poruchy je popisován především u vegetativně množených podnoží (například M 7 a MM 106). Na projevení zduřenin podle V. Kůdely působí některé faktory – teplota 20-30 °C, tma, a vysoká vlhkost. V 21. století množené podnože mají nižší náchylnost k výskytu poruchy z důvodu negativního výběru praktikovaného v letech, kdy bylo poškození považováno za infekční.
Náchylnost je zvýšena při výsadbě nebo takovém způsobu štěpování, kdy je místo štěpování výše nad povrchem půdy.

## Význam
Samotná přítomnost bradavčitých zduřenin na bázi kmene jabloní není nijak škodlivá pro růst a vývoj rostliny. Výskyt zduřenin ovšem může vést k dalším jevům, druhotnému napadení patogeny (především nesytka jabloňová) a tedy procesům, které mohou vést i k vážnému poškození a odumření dřeviny.
Při výskytu uzlovitosti dochází k napadení dřeviny nesytkou jabloňovou (Synanthedon myopaerformi), která způsobuje poranění, jenž dále vede k pronikání dalších patogenů, vzniku bakteriálních a houbových chorob, které poškozují vodivá pletiva kmene. V případech popisovaných ve studii Výzkumného ústavu rostlinné výroby v roce 2008 je konstatováno, že u poškození kmene dřeviny„ které zasahují až k floému a obepínají více než polovinu obvodu kmene, nelze počítat s tím, že budou v budoucnu produktivní.“
Vhodnější než chemická ochrana proti nesytce se autorům jeví stav, kdy se podaří potlačit vývoj bradavčitých zduřenin, s tím, že v zemích kde se genetická porucha a nesytky dlouhodobě vyskytují, přestává být napadení hmyzem nebezpečné, pokud je zabráněno vzniku zduřenin.

## Ochrana rostlin
Výzkumný ústav rostlinné výroby (VÚRV Praha) navrhl opatření, které při svém naplnění mohou omezit výskyt a při výskytu dopad poruchy:
- Negativní výběr u podnože a odrůdy množiteli
- opatření které zabrání vytváření vhodných podmínek pro iniciaci projevů (vhodná agrotechnika ve školce)
- opatření při výsadbě – způsob výsadby, výška štěpovaného místa
- opatření po výsadbě – odstranění dřevin se zduřeninami napadenými nesytkami, potlačení plevelů v okolí kmene (vedou k vzniku zduřenin)

## Možnost záměny
Poruchu lze zaměnit například se symptomy napadení patogenem Agrobacterium tumefaciens, tedy za nádorky a boule jiného než genetického původu.